# Isabelle Paque
Isabelle Paque (* 8. Mai 1964) ist eine ehemalige französische Judoka. Sie war 1987 Europameisterin im Schwergewicht.

## Sportliche Karriere
Isabelle Paque begann im Halbschwergewicht, der Gewichtsklasse bis 72 Kilogramm. 1985 wechselte sie ins Schwergewicht. 1986, 1987 und 1988 war sie in dieser Gewichtsklasse französische Meisterin, 1986 gewann sie außerdem in der offenen Klasse.
Ihre erste internationale Medaille gewann Paque bei den Europameisterschaften 1986 in London. Nachdem sie im Viertelfinale gegen die Britin Sandra Bradshaw verloren hatte, erhielt sie nach Siegen über die Italienerin Maria Teresa Motta und die Niederländerin Carla van Gameren eine Bronzemedaille. Im Oktober bei den Weltmeisterschaften 1986 in Maastricht verlor sie im Halbfinale gegen die Chinesin Gao Fenglian, im Kampf um Bronze siegte sie gegen die Deutsche Regina Sigmund. Zwei Monate später wurde sie Studentenweltmeisterin. 1987 bei den Europameisterschaften in Paris gewann Paque im Halbfinale gegen die Britin Joanne Spinks und im Finale gegen die Niederländerin Angelique Seriese. Bei den Weltmeisterschaften 1987 in Essen schied sie im Viertelfinale des Schwergewichts gegen Seriese aus. In der offenen Klasse erreichte sie das Halbfinale, dort verlor sie gegen die Belgierin Ingrid Berghmans. Mit einem Sieg über Nilmari Santini aus Puerto Rico erkämpfte sich Paque eine Bronzemedaille. Bei den Europameisterschaften 1988 in Pamplona erreichte Paque noch einmal das Finale im Schwergewicht. Nach ihrer Niederlage gegen Angelique Seriese erhielt sie die Silbermedaille.
Im Sommer 1988 wechselte Paque zwei Gewichtsklassen nach unten ins Mittelgewicht (bis 66 Kilogramm). Damit wich sie zwar Nathalie Lupino und Laetitia Meignan aus. Bei den französischen Meisterschaften 1989 unterlag sie aber Claire Lecat und qualifizierte sich damit nicht für internationale Meisterschaften.